# Ђуро Бакрач
Ђуро Бакрач (Лушчани, код Петриње, 3. март 1915 — Загреб, 22. јун 1996), учесник Народноослободилачке борбе, генерал-мајор ЈНА и народни херој Југославије.

## Биографија
Рођен је 3. марта 1915. године у селу Лушчани код Петриње. Потиче из сиромашне сељачке петнаестерочлане породице. Основну школу завршио је у Бачуги. Како није имао материјалних услова да се даље школује, бавио се земљорадњом све до 1937. године, када одлази на одслужење војног рока у Бању Луку.
Већ првих дана окупације и успоставе Независне Државе Хрватске, Бакрач је доживео страшан усташки терор над српским народом свог краја. Зато су се он и група људи склонили у оближње шуме. Дана 12. јула 1941. године, са 250 сусељана, наоружаних вилама, секирама, кубурама и понеком ловачком пушком, Ђуро је одбио усташе од свог села Лушчана, који су тамо дошли да убијају и уништавају. Након ове акције, прикључио се партизанској групи народног хероја Васиља Гаћеше и учествовао 23. јула 1941. у првој акцији банијских партизана на усташко-жандармеријску станицу у Банском Грабовцу. Посебно се истакао упадом у зграду општине тако да је секиром разбио прозор, заробио непријатељског стражара и изнео 8 пушака са 200 метака.
Због показане храбрости и сналажљивости у свим дотадашњим акцијама, 2. августа 1941. године постао је члан Комунистичке партије Југославије.
18. јануара 1942. године, Бакрач се истакао на челу коњичког вода у уништавању усташко-домобранске посаде од 120 добро наоружаних војника у Обљају. Затим је поставио заседу сатнији домобрана у виду поткове, тако да нико од бораца није могао да се повуче, нити је непријатељ могао да прође. Резултат акције био је заплењен пушкомитраљез и неколико пушака с опремом. Са својим Четвртим батаљоном Бакрач се истакао у низу битака, а посебно у борби против домобрана за ослобођење Бачуге. Као заменик команданта Седме бригаде Седме банијске ударне дивизије водио је жестоке битке код Петриње, Цазина, Бужима, Рипачког кланца, Оштреља и Дрвара, све до Босанског Грахова.
По наређењу Врховног штаба НОВЈ, Бакрач се вратио из Босанске крајине у Банију, са задатком да руководи Банијским партизанским одредом и да у одсуству дивизије створи нову партизанску бригаду. Он и одред су уништили домобранско-усташку посаду у Сињу, где је заробљено 156 домобрана и усташа с већом количином оружја и разне ратне опреме. У Бачуги је сам упао у домобранске ровове, послуживши се варком, и присилио непријатеља на предају.
Већ након два месеца у борби с одредом, Бакрач је постао командант новостворене Треће банијске бригаде, састављене од омладине не старије од 18 година. У улози команданта бригаде, на челу једног батаљона, он је у грчевитој одбрани од домобрана у снажном јуришу заузео утврђење Бучицу и заробио батерију топова.
Како је главни проблем банијским партизанима била снажна усташко-домобранско-жандармеријска посада у селу Гора, на путу између Глине и Петриње, Бакрач је, 24. августа 1943. на челу Првог батаљона, разбио непријатељску жичану ограду што су следили његови борци, и тако савладао непријатеља у утврђеној цркви.
Дана 9. септембра исте године, његова јединица уништила је добро чувано усташко утврђење на Банији, Зрин (утврђене куће, школа, попов стан и црква). Мало који од 180 усташа кољача успео је да избегне заслужену казну. Дана 30. септембра, Бакрач је водио тешке борбе против 500 усташа и домобрана на железничком Глоборничком мосту код Горњих Дубрава на прузи Загреб - Ријека, Загреб - Сплит. Већ 2. октобра уништио је гвоздену грдосију моста, која се стропоштала у дубоки кањон реке Глоборнице, заробивши 116 непријатељских војника с оружјем и опремом.
У борби код села Вукманића код Карловца, 28. октобра 1943, Бакрач је био тешко рањен. Након оздрављења, поново се укључио у акције са својом бригадом, али и други пут бива тешко рањен у борби код Речице. Отпремљен је у партизанску болницу Дебело брдо, у Шамарици где је претрпео две тешке операције. Преболевши озледу, вратио се у бригаду, те је до краја рата вршио дужност команданта банијског партизанског подручја, а пред само ослобођење Бакрач је постао помоћник начелника штаба Четвртог корпуса НОВЈ.
После ослобођења био је командант карловачког подручја, командант граничног одсека, командант дивизије Корпуса народне одбране Југославије, начелник граничне дивизије за Југославију, командант граничне бригаде све до 1964. године, када је пензионисан у чину генерал-мајора ЈНА.
Након тога је живео у Загребу и стално је био активан у раду друштвено-политичких организација.
Умро је 22. јуна 1996. године у Загребу. Сахрањен је на загребачком гробљу Мирогој.
Носилац је Партизанске споменице 1941. и више високих одликовања. Орденом народног хероја одликован је 27. новембра 1953. године.